# Herb Jeleniej Góry
Herb Jeleniej Góry – jeden z symboli miejskich Jeleniej Góry.

## Wygląd i symbolika
Herb miejski Jeleniej Góry stanowi na srebrnej tarczy herbowej czerwony jeleń, skierowany w prawo, stojący na trzech górach koloru zielonego. Jeleń w pysku trzyma trzy złote żołędzie połączone jedną zieloną szypułką, podobne z dala do listka koniczyny.
Spośród miast Polski, na herbach których pojawiają się przedstawienia jelenia, tylko Jelenia Góra nazwą nawiązuje do tego motywu heraldycznego.

## Historia

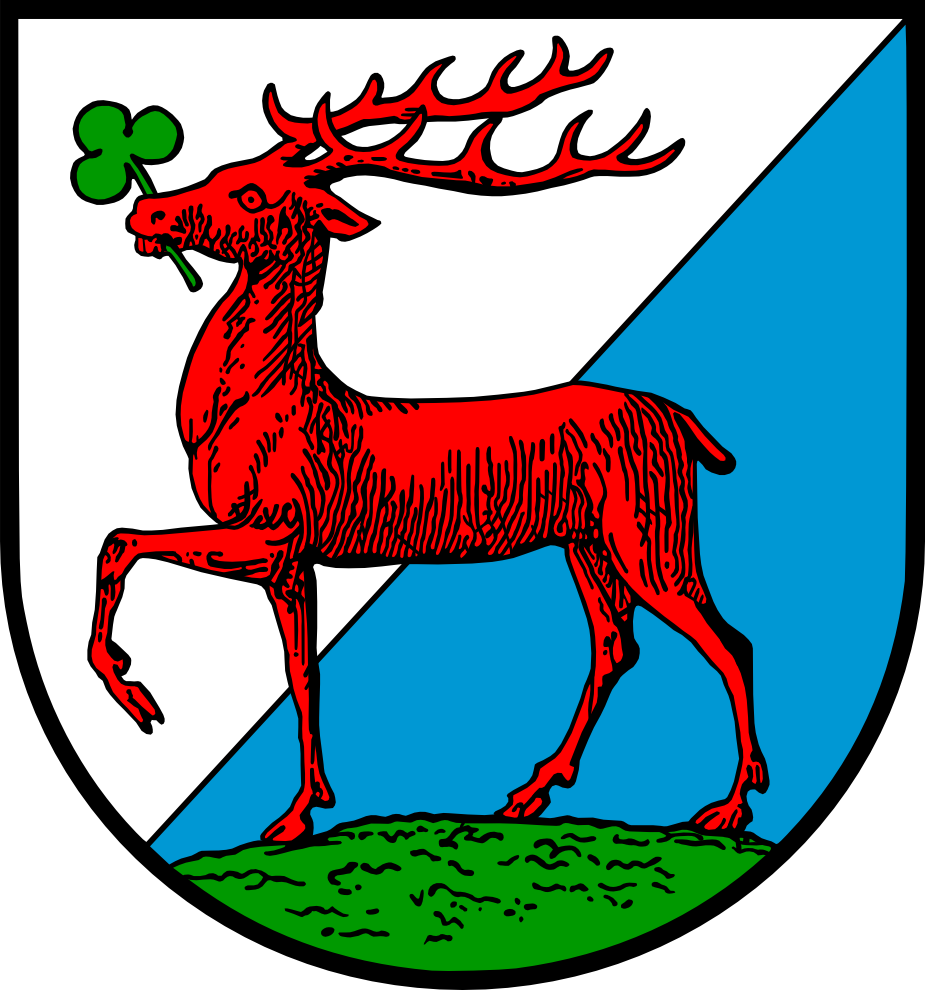
Przedwojenny herb Jeleniej Góry

W okresie wojny trzydziestoletniej została dokonana samowolna zmiana herbu, kiedy to sporządzono fałszywy dyplom herbowy. Zmiany te zostały dokonane prawdopodobnie przed rokiem 1629 przez jeleniogórskich kupców, którzy otrzymali szereg przywilejów od Ferdynanda II (przywileje wolnego i niekontrolowanego wyboru rady miejskiej z 1502, wolny handel płótnem woalowym) usankcjonowane 30 września 1630 roku. Przywileje i ambicja mieszczaństwa doprowadziła do zmiany herbu na wzór rodowego herbu szlacheckiego. Dotychczasowy jeleń został wprowadzony na dwubarwną i dwupolową tarczę herbową oraz ozdobiony u góry hełmem, klejnotem herbowym i labrami. By herb zalegalizować spreparowano dokumenty rzekomo pochodzące z 1599 roku, m.in. dyplom cesarza Rudolfa II, i ogłoszono ich odnalezienie podczas wojny trzydziestoletniej. Późniejsze władze pruskie nie podważały legalności herbu. Taki stan rzeczy utrzymywał się do roku 1937, kiedy to przywrócono pierwotny wygląd herbu Jeleniej Góry.

## Legenda
Wygląd herbu związany jest z legendą sięgającą czasów Bolesława Krzywoustego, która głosi, że książę podczas polowania postrzelił jelenia, a następnie w pogoni za nim zapędził się tak daleko, że cała drużyna musiała go szukać. Jeleń udawał tylko rannego, bo chciał, by Krzywousty na dłużej zatrzymał się w rejonie i zobaczył jak piękna jest okolica. W rezultacie książę w 1108 roku wystawił tu zamek warowny.